# Palacio de la Metalurgia

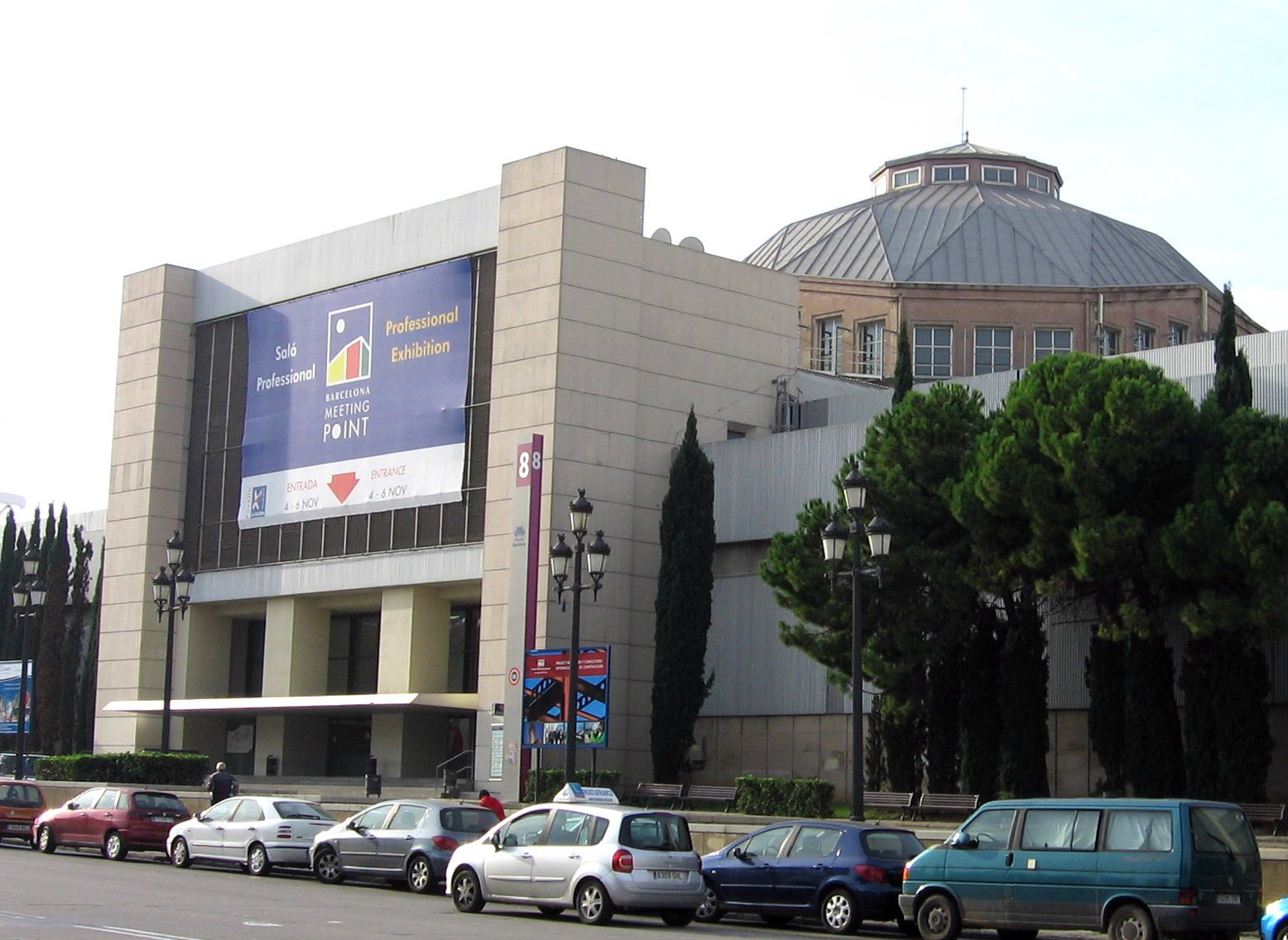
El Palacio de la Metalurgia

El Palacio de la Metalurgia (en catalán, Palau de la Metaŀlúrgia) es un pabellón ubicado en la Feria de Barcelona, del distrito de Sants-Montjuïc. Es gestionado por la empresa privada Fira de Barcelona.

## Historia
Diseñado por los arquitectos Alexandre Soler i March y Amadeu Llopart, fue inaugurado en 1929 con motivo de la Exposición Internacional de 1929 con el nombre de Palacio de la Electricidad. El estilo arquitectónico usado fue una mezcla de art decó colosal y expresionismo centroeuropeo simplista.
En 1992 fue sede de las competiciones de esgrima de los XXV Juegos Olímpicos.
Actualmente está integrado en las instalaciones de la Feria de Barcelona y lleva el nombre de Pabellón 8.